# Гашимова, Джейран Асад кызы
Джейран Асад кызы Гашимова (азерб. Ceyran Əsəd qızı Haşımova; род. 8 марта 1934, Баку) — тарист, Народный артист Азербайджана (2006).

## Биография
Родилась 8 марта 1934 года в Баку, столице Азербайджанской ССР.
Окончила Азербайджанский государственный музыкальный техникум имени Асафа Зейналлы (1956).
С 1959 года концертмейстер исполнителей на сазе оркестра народных инструментов имени Сеида Рустамова, с 1964 года таристка и художественный руководитель вокально-инструментального ансамбля девушек «Лале». В ансамбле начали свою карьеру и прославились такие певицы, как народная артистка Ниса Касимова, заслуженные артистки Разия Ширинова, Махрух Мурадова, Тарана Вели-заде, Назакет Мамедова, Кямаля Рагимли, Фируза Ибадова, Зёхра Абдуллаева, Рухангиз Аллахвердиева, Ягут Абдуллаева и Рагиля Бандалиева.
Ведет педагогическую деятельность, с 1958 года преподает в классе тара в Азербайджанском государственном музыкальном техникуме имени Асафа Зейналлы. Среди учеников — народные артисты Мохлет Муслимов и Фируз Алиев.
Гастролировала с ансамблем в различных странах мира.

## Награды
- Заслуженный артист Азербайджанской ССР (1987)
- Персональная пенсия Президента Азербайджанской Республики (2003)[1]
- Медаль «Знак Почёта» (2004, Министерство культуры Азербайджана)[2]
- Народный артист Азербайджана (2006)[3]